# Pomba-da-fruta-de-fronte-laranja
A pomba-da-fruta-de-fronte-laranja (Ptilinopus aurantiifrons) é uma espécie de ave da família Columbidae.
Pode ser encontrada nos seguintes países: Indonésia e Papua-Nova Guiné.
Os seus habitats naturais são: florestas subtropicais ou tropicais húmidas de baixa altitude e florestas de mangal tropicais ou subtropicais.